# Freizeitbad Oase

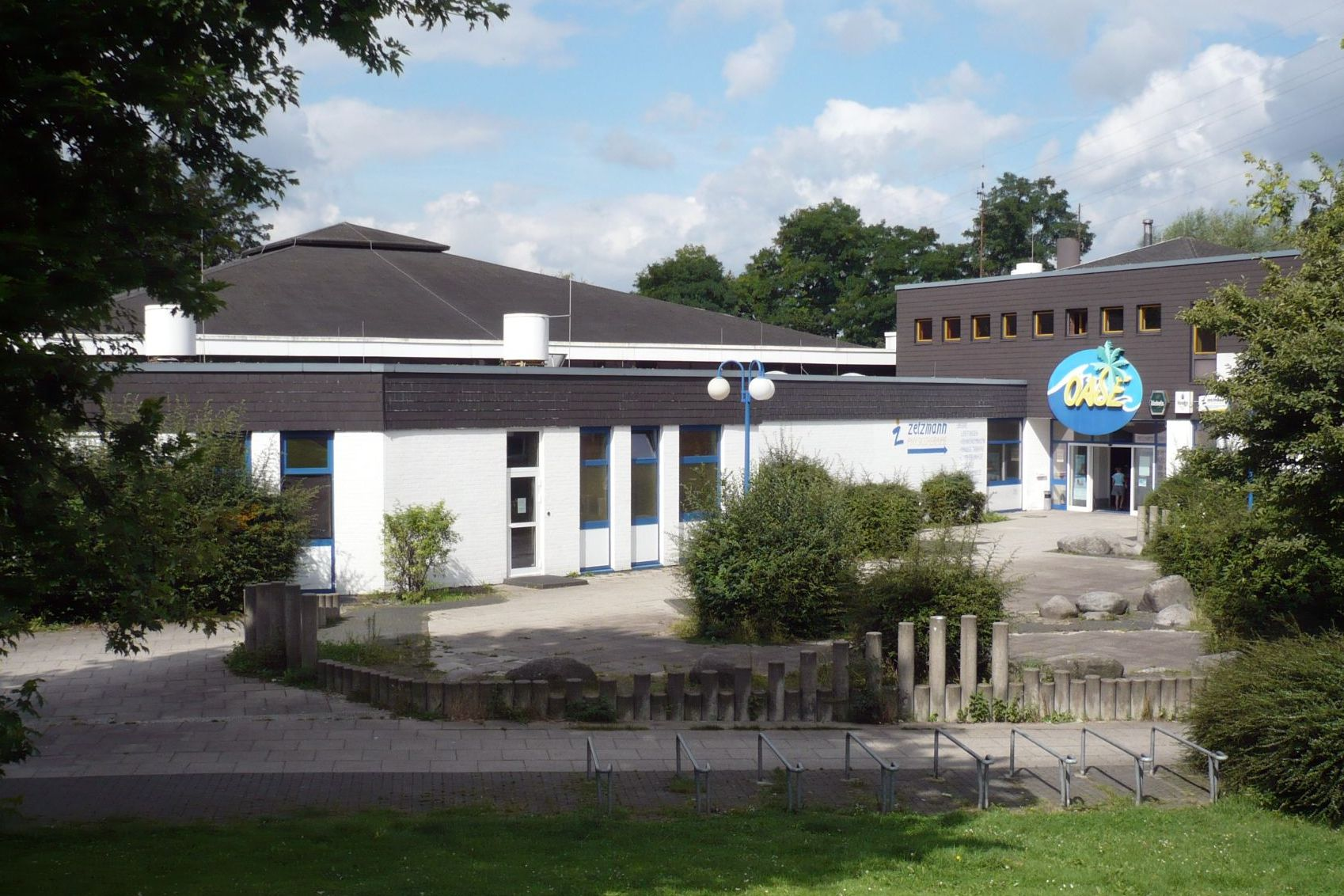
Eingangsbereich der Oase 2008

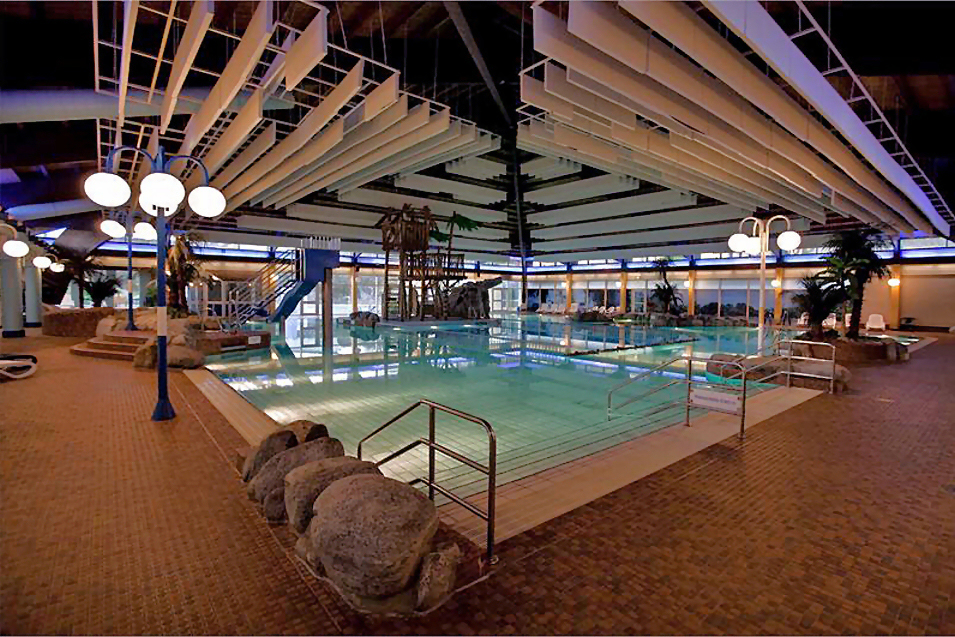
Innenansicht mit Hauptbecken, Sprungturm und Rutsche

Das Freizeitbad Oase war zwischen 1983 und 2010 ein Hallenschwimmbad im Essener Stadtteil Frohnhausen. Auf Familien mit Kindern ausgerichtet, war es zur Zeit seiner Eröffnung eines der ersten Freizeitbäder im Ruhrgebiet.

## Geschichte

### Eröffnung 1983
Am 8. Juni 1983 wurde die Oase durch den damaligen Bezirksbürgermeister Helmut Karnath (SPD) eröffnet. Ein Jahr später hatten rund 400.000 Gäste das Bad besucht, so dass die Oase eine zweite Sauna erhielt. 1985 boten Investoren vergeblich 14 Millionen DM für den Kauf der Oase, da sie zu dieser Zeit als erfolgreichstes kommunales Schwimmbad Deutschlands galt, es sich aber dennoch nie selbst tragen konnte. 

### Betrieb bis 2010
Mit der Eröffnung des damaligen Spaßbades im Essener Gildehof-Center im November 1987 sanken die Besucherzahlen der Oase. 1992 suchte die Stadt daraufhin einen privaten Investor, fand aber keinen mehr. Nachdem im Jahr 2000 das nahegelegene Freibad West an der Nöggerathstraße geschlossen worden war, sollte die Oase als Ausgleich dazu einen Außenbereich erhalten. 2001 bekam ein privater Investor 870.000 Euro von der Stadt Essen um das Bad umzubauen und es auf eigene Kosten ohne Zuschüsse zu betreiben. Daraufhin eröffnete die Oase im Sommer 2002 neu als Surfland Oase, da sie als Attraktion eine künstliche Surfwelle bieten sollte. Diese wurde nie fertiggestellt. Eine Forderung nach weiteren Geldern des Betreibers an die Stadt blieb erfolglos, so dass das Bad nach wenigen Monaten wegen Insolvenz erneut geschlossen werden musste. Im Frühjahr 2003 wurde über gerichtliche Verfahren wieder die Stadt Essen Eigentümer. Sie investierte knapp eine Million Euro zur umfangreichen Renovierung und für einen neuen Sprungturm. Dies allerdings gegen den Rat von Gutachtern, die für die Reaktivierung des noch nicht abgerissenen Freibads West plädierten. Die nicht in Betrieb gegangene Surfwelle der Oase wurde 2003 wieder abgebaut.
So öffnete die Oase am 16. Dezember 2003 erneut ihre Pforten. Die 2002 begonnene Außenanlage wurde im Mai 2004 fertiggestellt. Im März 2006 kam eine Entkernung der beiden Saunen hinzu, die neu gestaltet wurden. Dazu erhielten Teilbereiche einen neuen Anstrich und eine neue Bepflanzung. Zuletzt hatte das Bad bis zu 144.000 Badegäste pro Jahr. Das Bädergutachten aus dem Jahr 2008 sprach die Empfehlung aus, die Oase zu schließen, nachdem im benachbarten Oberhausen das neue Freizeitbad Aquapark Marina eröffnet wurde. Zur Begründung wurde ein bestehendes strukturelles Gebäude- und standortbezogenes Defizit genannt. Schließungspläne waren für 2010 in Betracht gezogen worden.

### Schließung im April 2010
Am 27. Januar 2010 hatte der Rat der Stadt Essen – unter Zustimmung von SPD, CDU, FDP, Bündnis 90/Die Grünen und dem Essener Bürger Bündnis – die Schließung der Oase für den 1. April 2010 beschlossen, um rund 1,4 Millionen Euro Defizit pro Jahr einzusparen.
Letzter Badetag war am 31. März 2010, an dem die Oase bei zeitweise freiem Eintritt noch einmal bis 21 Uhr geöffnet war. Für die nun folgende Zeit waren die Anlagen so weit heruntergefahren worden, dass keine baulichen Schäden eintreten sollten. Etwa sechs Monate lang sollte nun geprüft werden, ob die Immobilie bäderähnlich durch Dritte weiter betrieben oder die Liegenschaft durch Wohnbau oder Kleingewerbe genutzt werden kann. Nach Absage einiger Interessenten kostete die Stadt das stillgelegte Gebäude im gesamten Jahr 2011 gut 170.000 Euro Unterhalt (Grundsteuer, Heizung, Sicherheit etc.).

### Abriss Ende 2013
Ende Oktober 2012 hatte die Stadt Essen den Abriss des Freizeitbades beschlossen. Der Abriss, der zwischen Anfang November 2013 und Juni 2014 stattfand, kostete rund 550.000 Euro. Die Umkleidekabinen fanden im Grugabad, die Lüftungsaggregate im Schwimmzentrum Kettwig weitere Verwendung. Folgend soll der Verkauf des Grundstückes öffentlich ausgeschrieben werden. Es gibt Planungen, dass auf dem Grundstück künftig altengerechte Wohnformen und eine Kindertagesstätte entstehen zu lassen. Bereits während des Abrisses wurde unter dem Gelände ein tagesnaher Bergbauschacht aus dem 19. Jahrhundert der Zeche Vereinigte Hagenbeck vermutet. Nach entsprechenden Bohrungen muss er möglicherweise verfüllt werden, um das Gebiet später bebauen zu können.

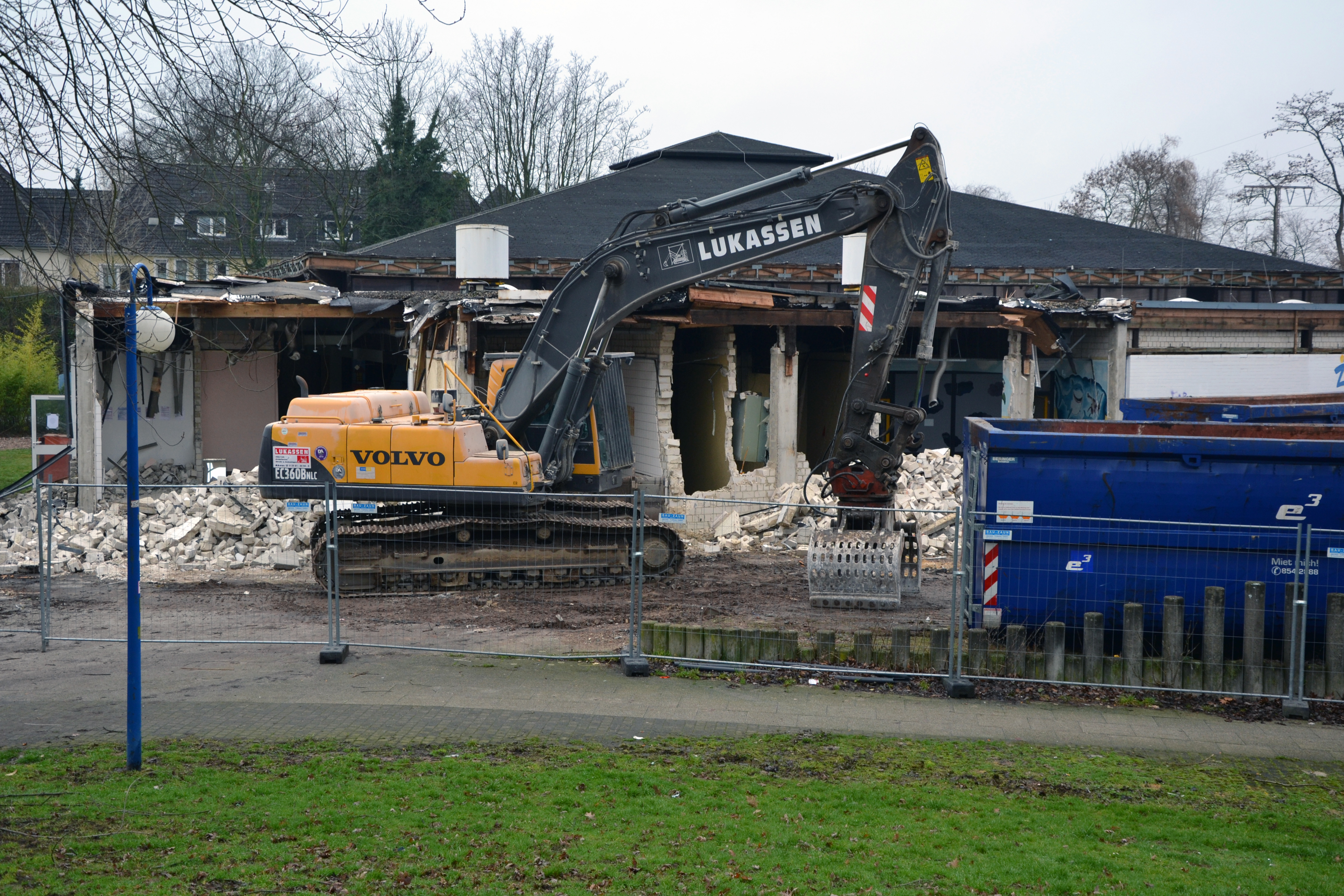
Abriss: Ansicht vom ehemaligen Eingang
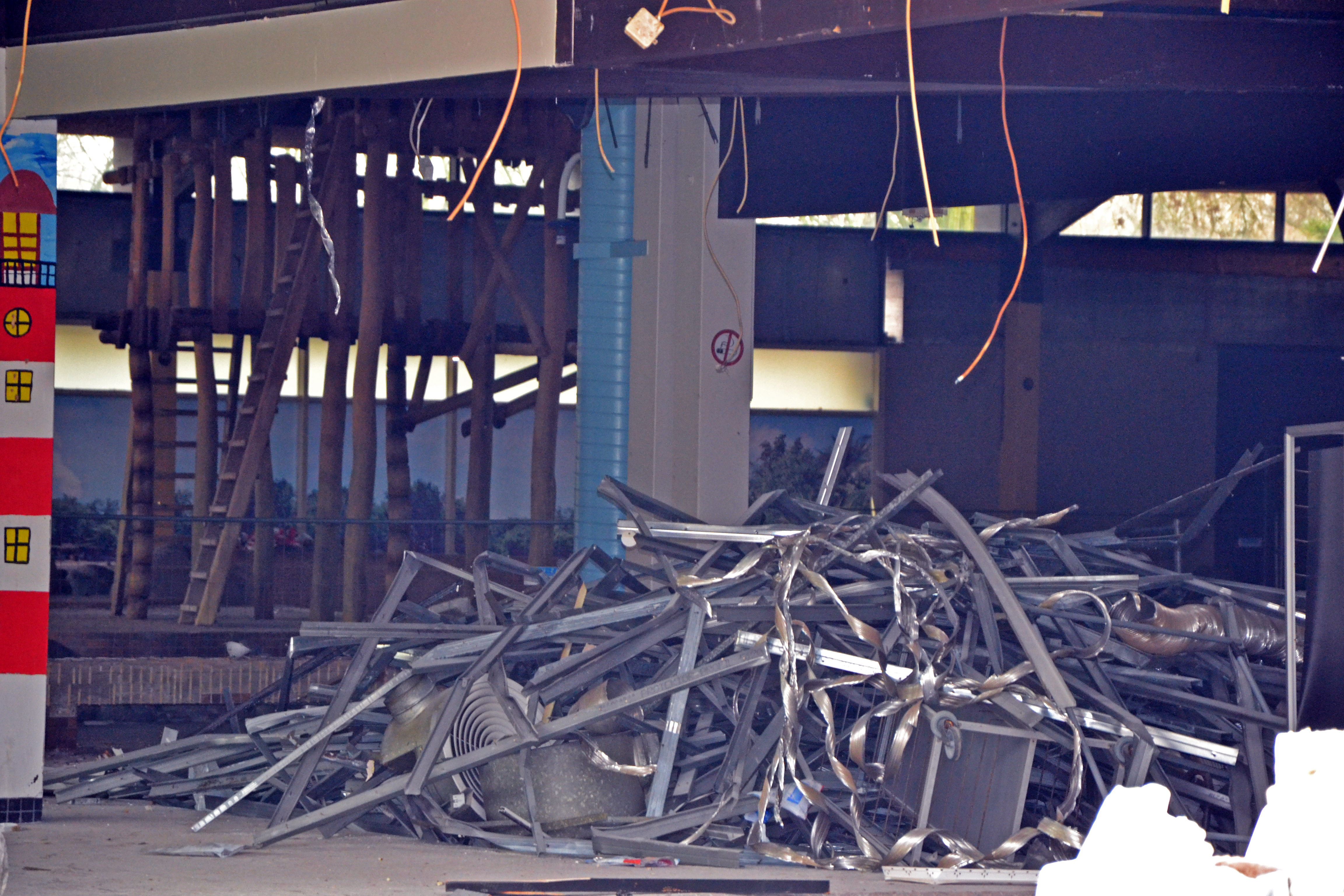
Abriss: Sicht in die Haupthalle
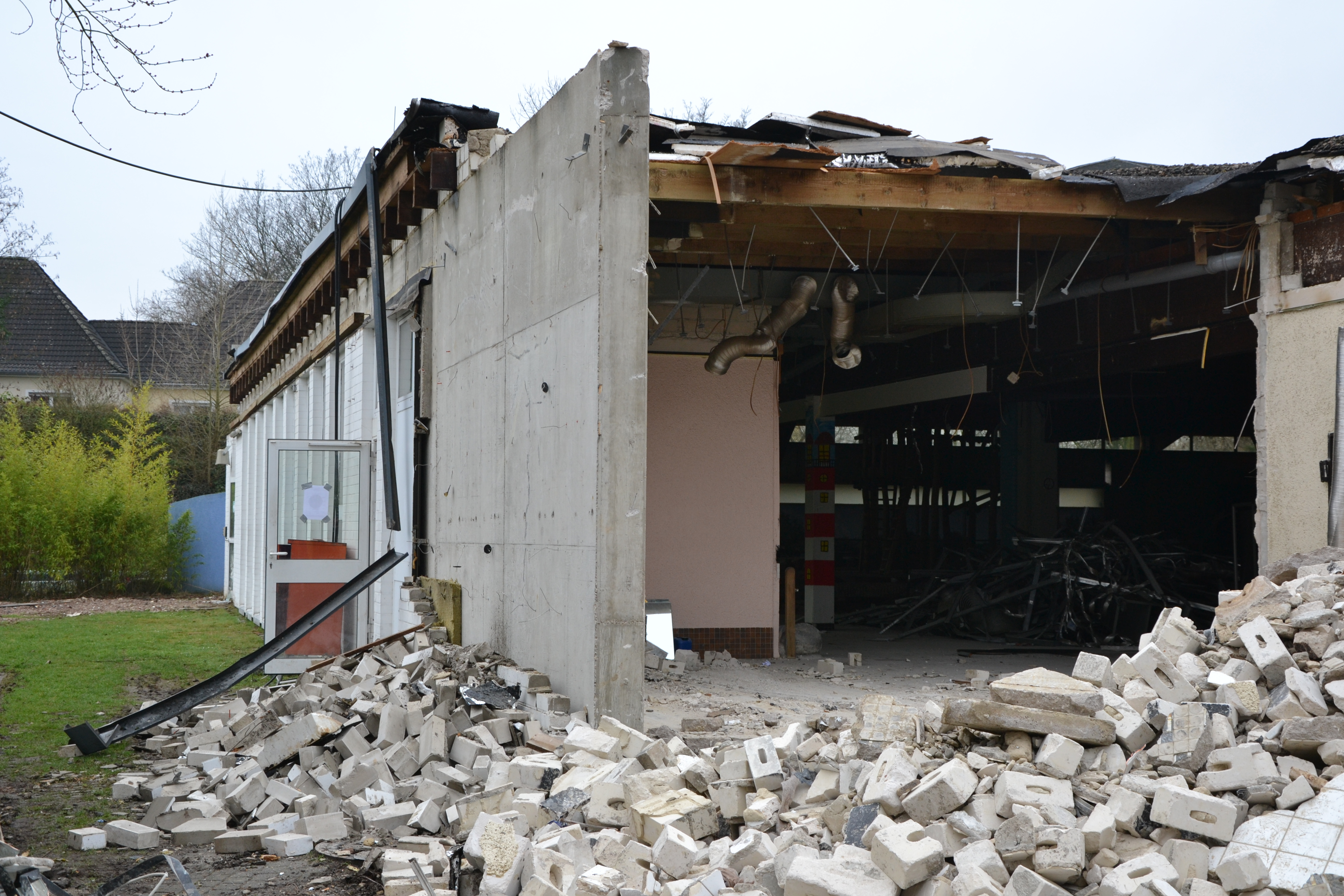
Abriss: Ansicht von der Außenanlage nach innen
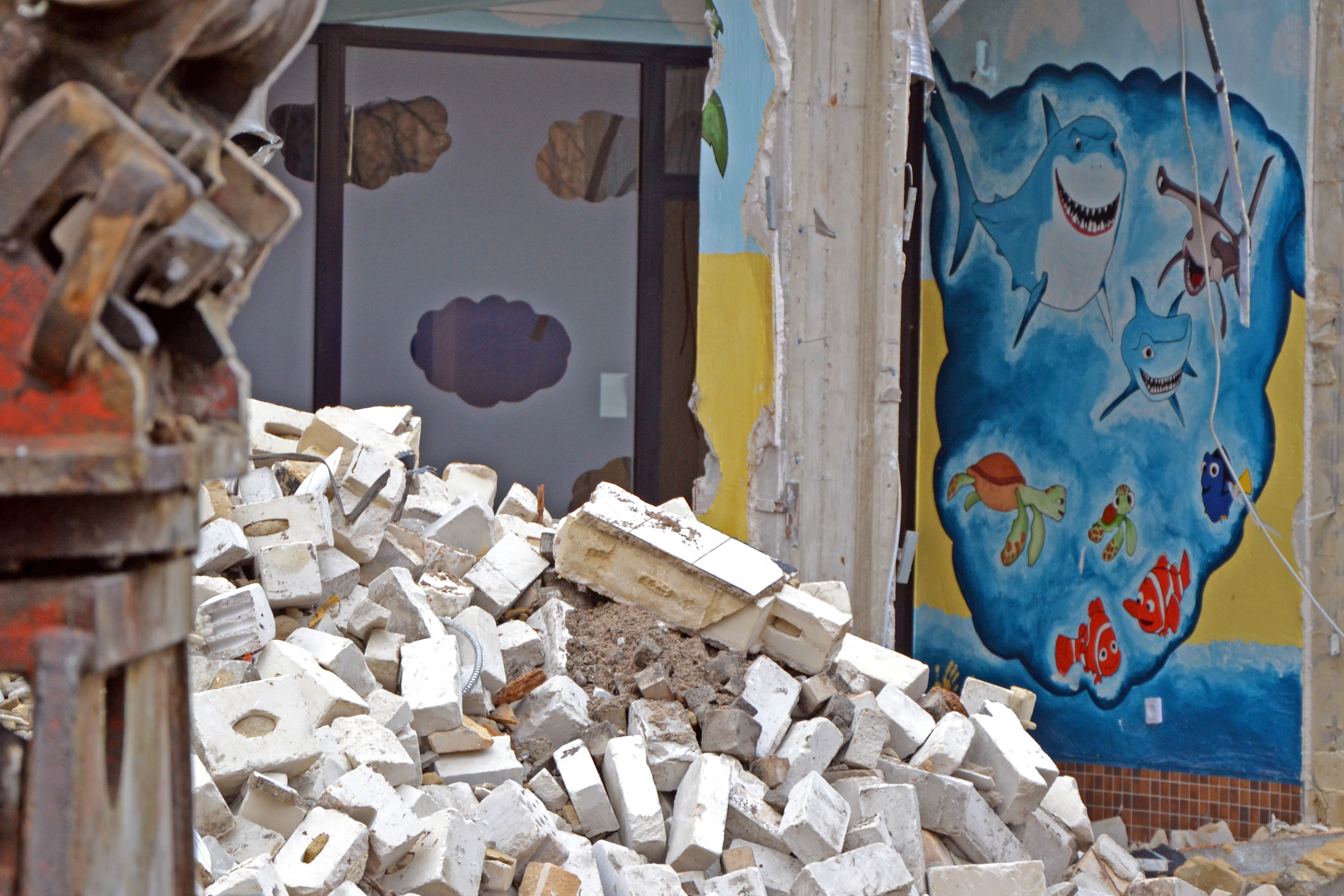
Abriss: am Kleinkinderbecken

### Nachfolgenutzung des Geländes
2016 wurde das Gelände, auf dem sich die Oase befand, durch einen Investor gekauft und der Bauantrag für eine Kindertagesstätte mit etwa 3600 Quadratmetern Fläche gestellt. Im Herbst 2017 befindet sich die Kindertagesstätte im Bau. Im Mai 2018 hat Bürgermeister Thomas Kufen im Bereich des ehemaligen Parkplatzes der Oase den Grundstein für ein neues Wohnquartier gelegt. Die neu errichtete Wohnstraße erhielt im März 2019 in Erinnerung an das Freizeitbad den Namen „Oase“. 

## Ehemalige Ausstattung
Das Bad bestand aus einem Innen- und seit 2004 einem Außenbereich. Innen stand eine Gesamtwasserfläche von 600 Quadratmetern zur Verfügung. Darauf verteilt waren unter anderem eine Wasserrutsche, ein Sprungturm mit Drei-Meter-Brett, ein Wildwasserkanal, ein Whirlpool, eine Kletterwand und ein Bereich mit Massagestrahlen. Abgetrennt konnten Kleinkinder ein Planschbecken mit Rutsche nutzen. Zusätzlich gab es Saunen und Sonnenbänke. 2006 entstand in der Nähe des Restaurants ein Partyraum für Kindergeburtstage. Zusätzlich stand ein Fitnessraum zur Verfügung. Der Aufenthalt der Badegäste war ständig mit Hintergrundmusik durch Lautsprecher in der Halle begleitet.
Das Schwimmbecken im Außenbereich war von einer Liegewiese umgeben auf der ein Kinderspielplatz vorhanden war. Dazu kam auf dem Freigelände eine Kräutersauna.
Das auf 30 °C beheizte Badewasser war in der Oase erstmals in Essen durch ein Elektrolyseverfahren aufbereitet worden, so dass kein Chlor direkt ins Becken abgegeben wurde. Außerdem enthielt das Wasser eine gewisse Menge an Salz.
Es wurden diverse Baby-, Erwachsenen- und Seniorenkurse angeboten.